# Georg Nickel

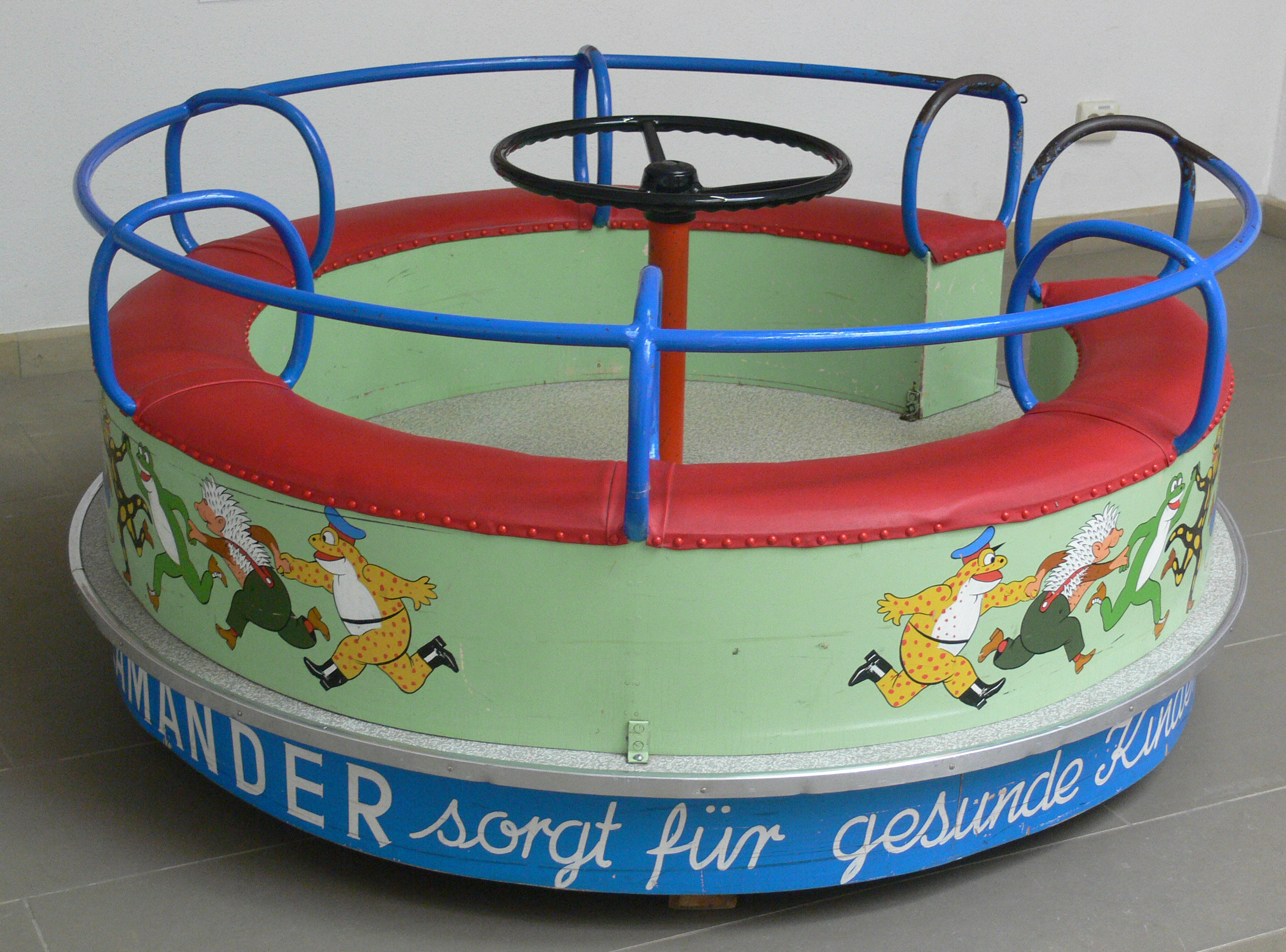
Werbe-Kinderkarussell der Fabrik Salamander mit Figuren der Lurchi-Reihe, um 1970 (Museum der Alltagskultur, Waldenbuch)

Georg Nickel (* 25. Juni 1950 in Marktoberdorf; † 29. Juli 2015 in Senden) war ein deutscher Grafikdesigner und Comiczeichner. Er studierte Gebrauchsgrafik und fand eine erste Anstellung bei Otl Aicher, einem der prägendsten deutschen Gestalter des 20. Jahrhunderts und mit internationaler Anerkennung. Nach diesem Engagement landete Georg Nickel bei der Schwäbischen Zeitung in Leutkirch, wo er Zeichnungen und Karikaturen erstellte. 

## Wirken
Albert Drexler, als freier Mitarbeiter bei Salamander für die Lurchihefte zuständig, wurde auf Georg Nickel aufmerksam und versuchte ihn zu bewegen, zukünftig für Salamander die Lurchi-Abenteuer zu gestalten.
Georg Nickel delegierte die drei ersten Abenteuer an seinen Vater Friedrich Nickel, bevor er selber als Lurchizeichner aktiv wurde. Mit der Nummer 64 „Lurchi und der Flughafen“ im Januar 1977 gab Georg Nickel seinen Einstand.
Die Geschichten Georg Nickels sind sehr phantasiereich angelegt. Er ließ Lurchi und seine Freunde weiterhin in fremde Länder reisen und gestattete ihnen auch Besuche in märchenhaften Gefilden. Auch Umweltthemen wie in Heft 72 oder in Heft 91 „Lurchi beim Müllfest“ setzte er kindgerecht um. Nickels Zeichnungen sind zweidimensional angelegt, auf den Betrachter wirken sie flach. Dennoch sind die Bilder liebevoll und ansprechend gestaltet. Gerade die frühen Hefte von Georg Nickel vermitteln einen ganz besonderen Charme. 
Rund 10½ Jahre war Georg Nickel für Salamander tätig, in den ersten beiden Jahren als einziger Zeichner und Texter, für die restliche Zeit im Wechsel mit dem Team Peter Krisp und Olaf Sveistrup. Ende der 1970er, Anfang der 1980er Jahre gestaltete er diverse Lurchi-Werbeartikel. Hierzu zählen die Schachtel für den Lurchi-Schlüsselanhänger, Lurchi-Fasermalstifte, Etiketten und Aufkleber für Schulranzen und den Werbeprospekt. Mit Heft 96 schied er als Zeichner aus der Lurchireihe aus.